# Révolte sicilienne
Batailles
Bataille de Nauloque
La révolte sicilienne est une guerre civile contre le Second triumvirat de la République romaine qui se déroule entre 44 et 36 av. J.-C. La révolte était menée par Sextus Pompée et se solde par la victoire des triumvirs.

## Contexte
Le père de Sextus, Pompée, est un adversaire de Jules César pendant des années, cette rivalité éclate au grand jour en 49 av. J.-C. avec le début de la guerre civile de César. Pompée est exécuté en 48 av. J.-C. par les Égyptiens, mais Sextus et son frère, Pompée le Jeune, continuent à combattre jusqu'en 45 av. J.-C., quand il est évident que Jules César est le vainqueur. Pompée le Jeune est exécuté à la suite de la bataille de Munda et Sextus doit s'échapper en Sicile.
Lorsque Jules César est assassiné le 15 mars 44 av. J.-C., le nom Sextus est placé sur une liste de proscription dressée par Lépide, Marc-Antoine et Octave, les membres du Second triumvirat. Cette liste n’est pas créée uniquement dans le but de renflouer le trésor de Rome mais aussi pour aider les triumvirs dans leur guerre contre les gens Cassii et Bruti (voir Iunius Brutus), il y figure tous les ennemis de César ainsi que leurs familles.

## Succès initiaux
En trouvant son nom sur cette liste, Sextus décide de reprendre le combat de son père. Il choisit la Sicile comme base, capturant plusieurs cités telles que Tyndaris, Mylae et la capitale de la province, Messine. D'autres villes, comme Syracuse, décident d'entrer en révolte au côté de Sextus et rejoignent ses forces. Sextus devient très vite une force sérieuse dans la guerre civile qui suit la mort de Jules César. Il regroupe une formidable armée et une large flotte de vaisseaux de guerre. Beaucoup d'esclaves et d'amis de son père se joignent à sa cause, espérant préserver la République romaine, qui se transforme très vite en un Empire. Les multitudes d'esclaves se joignant à Sextus viennent souvent des villas des patriciens, cette désertion choque tant les Romains que des vierges vestales prient afin que cela s'arrête. 
Avec son imposante flotte menée par des marins siciliens et commandée par des amiraux compétents tels que Menas, Menecrates et Demochars, Sextus arrête tous les convois (spécialement ceux de blé) à destination de Rome et bloque l'Italie au point de paralyser totalement le commerce maritime avec les autres nations. Ce blocus est fortement dommageable autant pour l'armée romaine que pour la péninsule italienne. Finalement, alors que le peuple romain se révolte, les membres du triumvirat décident de reconnaitre Sextus comme dirigeant de la Sardaigne, de la Corse et de la Sicile, si celui-ci met fin au blocus et autorise de nouveau les expéditions de blé. Sextus accepte l'offre et s'engage à ne plus accepter d'esclaves fugitifs dans ses rangs. Ce traité est appelé Pacte de Misenum, du nom de la ville où il est négocié.

## Bataille décisive
En 42 av. J.-C., les triumvirs défient Marcus Junius Brutus et Gaius Cassius Longinus à la bataille de Philippes. Une fois le blocage terminé (après une paix courte et instable), les triumvirs, spécialement Octave et son bras droit Agrippa sont capables de tourner leurs forces contre Sextus et commencent une offensive agressive. Octave essaye d'envahir la Sicile en 38 av. J.-C., mais ses navires sont forcés de faire demi-tour à cause de conditions météorologiques trop défavorables.
Agrippa modifie la Via Ercolana et fait creuser un tunnel reliant le lac Lucrin à la mer, de manière à  transformer celui-ci en une baie appelée Portus Julius. La nouvelle baie est utilisée pour entrainer les bateaux aux batailles navales. Une nouvelle flotte est formée, avec 20 000 rameurs recrutés en affranchissant des esclaves. Les nouveaux bateaux sont construits plus larges de manière à pouvoir transporter plus d'unités d'infanterie de marine, lesquelles sont formées dans le même temps. De plus, Marc-Antoine échange 20 000 hommes d'infanterie dont il avait besoin dans sa campagne contre les Parthes contre 120 navires sous le commandement de Titus Statilius Taurus. En juillet 36 av. J.-C., les deux flottes naviguent depuis l'Italie, ainsi qu'une troisième envoyée par le troisième triumvir Lépide partant de l'Afrique, et attaquent Sextus dans son bastion en Sicile.
En août, Agrippa est finalement capable de défaire Sextus lors d'une bataille navale près de Mylae (actuellement Milazzo) ; le même mois, Octave est vaincu et blessé lors d'une bataille près de Taormine.
À Naulochus, Agrippa rencontre la flotte de Sextus. Les deux flottes sont composées de 300 bateaux, tous avec des pièces d'artillerie, mais Agrippa commande des unités plus lourdes, armées d'harpax et de corvus. Agrippa réussit à bloquer les vaisseaux les plus manœuvrable de Sextus et, après un long et sanglant combat, à vaincre son ennemi. Aggrippa perd trois navires alors que vingt-huit vaisseaux de Sextus sont coulés, dix-sept s'enfuient, les autres sont brulés ou capturés.
Environ 200 000 hommes et plus de 1 000 navires de guerre participent aux combats. La plupart des pertes sont dans le camp de Sextus. Tyndaris et Messine sont particulièrement touchées et la région entre les deux est ravagée.

## Conséquences
En 36 av. J.-C., Sextus Pompée fuit la Sicile (ce qui marque la fin de la révolte) pour Miletus où, en 35 av. J.-C., il est capturé et exécuté sans procès par Marcus Titius, un favori de Marc-Antoine. Ce geste est illégal, puisque Sextus est citoyen romain et avait droit à un procès. Cette faute fut utilisée par Octave lorsque ses relations avec Marc-Antoine se dégradèrent.
Un geste politique peu judicieux de Lépide donne à Octave l'excuse dont il avait besoin et Lépide est accusé d'usurpation du pouvoir en Sicile et de tentative de rébellion. Ce dernier est placé en exil à Circeii et est dépouillé de tous ses titres, à l'exception de celui de Pontifex maximus. Les provinces qui étaient sous son autorité sont attribuées à Octave. 
Une grande partie des terres cultivables de la Sicile sont ravagées ou abandonnées, la plupart de ces terres sont distribuées aux membres des légions qui avaient combattu en Sicile. L'objectif poursuivi était double : permettre de peupler l'île d'habitants loyaux et promettre à cette dernière une reprise de son ancienne productivité.
30 000 esclaves sont capturés et renvoyés à leur maitres tandis que 6 000 autres sont empalés sur des pieux de bois pour exemple.